# Phyllophaga atratoides
Phyllophaga atratoides är en skalbaggsart som beskrevs av Moron 2003. Phyllophaga atratoides ingår i släktet Phyllophaga och familjen Melolonthidae. Inga underarter finns listade i Catalogue of Life.